# Comuni dell'Uruguay
I comuni dell'Uruguay (in spagnolo municipios, popolarmente alcaldías) sono la suddivisione amministrativa di secondo livello dell'Uruguay, istituiti con la legge n. 18567 del 13 settembre 2009. L'amministrazione è demandata ad un consiglio composto da cinque membri eletti, tra cui il sindaco (in spagnolo alcalde, femminile alcaldesa) che lo presiede. L'elezione avviene contestualmente a quella dei consigli dipartimentali e dei relativi intendenti. La legge prevede inoltre, per le capitali dipartimentali, la possibilità di ulteriori suddivisioni, come già avviene per la capitale Montevideo.
I comuni ricoprono completamente solo il territorio dei dipartimenti di Montevideo, Canelones e Maldonado. Negli altri dipartimenti ci sono parti del territorio che non appartengono a nessun comune, ma sono sotto la giurisdizione diretta del dipartimento.

## Storia
Con la Legge n. 18567 del 13 settembre 2009, nell'Uruguay è stato creato un terzo livello di governo e di amministrazione chiamato comune. I comuni sono governati da organi di cinque membri. Il presidente dell'organo viene denominato l'alcalde e gli altri membri i consiglieri. I membri sono eletti con voto diretto dei cittadini nella stessa occasione dell'elezione degli intendenti (sindaci, con incarico a livello dipartimentale) e dei consigli dipartimentali. I nuovi comuni sono popolarmente conosciuti come le "alcaldías" (municipalità).
La suddetta legge ha stabilito inoltre che saranno creati comuni nelle località che abbiano una popolazione di almeno 2.000 abitanti. Tuttavia, una successiva modifica (Legge n. 18.644 del 12 febbraio 2010), ha stabilito che nel 2010 sarebbero stati costituiti comuni in tutte le località di oltre 5.000 abitanti, creandosi i restanti a partire dal 2015.
Finalmente, la legge n. 18.653, del 15 marzo 2010, ha definito gli 89 comuni in cui è stato suddiviso il paese.

## Comuni per dipartimento

### Dipartimento di Artigas
- Baltasar Brum
- Bella Unión
- Tomás Gomensoro

### Dipartimento di Canelones
- Aguas Corrientes
- Atlántida
- Barros Blancos
- Canelones
- Ciudad de la Costa
- Colonia Nicolich
- Empalme Olmos
- Joaquín Suárez
- La Floresta
- La Paz
- Las Piedras
- Los Cerrillos
- Migues
- Montes
- Pando
- Parque del Plata
- Paso Carrasco
- Progreso
- Salinas
- San Antonio
- San Bautista
- San Jacinto
- San Ramón
- Santa Lucía
- Santa Rosa
- Sauce
- Soca
- Tala
- Toledo

### Dipartimento di Cerro Largo
- Fraile Muerto
- Río Branco

### Dipartimento di Colonia
- Carmelo
- Juan Lacaze
- Nueva Helvecia
- Nueva Palmira
- Rosario
- Tarariras

### Dipartimento di Durazno
- Sarandí del Yí
- Villa del Carmen

### Dipartimento di Flores
- Ismael Cortinas

### Dipartimento di Florida
- Casupá
- Sarandí Grande

### Dipartimento di Lavalleja
- José Pedro Varela
- Solís de Mataojo

### Dipartimento di Maldonado
- Aiguá
- Garzón
- Maldonado
- Pan de Azúcar
- Piriápolis
- Punta del Este
- San Carlos
- Solís

### Dipartimento di Montevideo
Comuni di Montevideo, con i loro rispettivi Servizi Centri Zonali Comunali (CCZ) e i quartieri e le aree di influenza di tali Centri
- Comune A[7]
  - CCZ 14[8]: Belvedere, La Teja, Nuevo París, Paso Molino, Prado (nord), Pueblo Victoria, Sayago (ovest), Tres Ombúes, Villa Teresa.
  - CCZ 17[9]: Casabó, Cerro, Cerro Norte, Cerro (ovest) e zona rurale, La Boyada, Pajas Blancas, Santa Catalina.
  - CCZ 18[10]: Barrio Artigas, Cabaña Anaya, Camino El Tapir, Chimeneas, Condominio 11, El Húmedo, Gori, Jardines de las Torres, Jardines de Paso de la Arena, La Carreta, La Colorada, Las Flores, Las Higueritas, Las Torres, Los Boulevares, Mailhos, Maracaná, Montecarlo, Municipal 18, Nuevo las Flores, Nuevo las Torres, Parada Nueva, Parque Lecocq, Parque Tomkinson, Paso de la Arena, Paurú, Punta Espinillo, Rincón del Cerro, Santiago Vázquez, Sarandí, Villa Sarandi, Zona rural 3 de Abril.

- Comune B[11]
  - CCZ 1[12]: Aguada (sud-ovest), Barrio Sur, Centro, Ciudad Vieja.
  - CCZ 2[13]: Aguada (sud-est), Cordón, La Comercial (sud), Retiro, Palermo, Parque Rodó.

- Comune C[14]
  - CCZ 3[15]: Aguada (nord-est), Barrio Artigas (Larrañaga), Brazo Oriental, Goes, Jacinto Vera, Krüger, La Comercial (nord), La Figurita, Larrañaga (nord), Reducto, Simón Bolívar, Villa Muñoz.
  - CCZ 15[16]: Aires Puros (sud-ovest), Atahualpa, Cerrito (sud-ovest), Cristóbal Colón, Nueva Savona, Parque Posadas, Prado, Solís.
  - CCZ 16[17]: 19 de abril, Bella Vista, Capurro, Prado (sud), Reducto San Martín.

- Comune CH[18]
  - CCZ 4[19]: Buceo (nord-ovest), La Blanqueada (ovest), Larrañaga (sud), Parque Batlle (nord), Tres Cruces.
  - CCZ 5[20]: Buceo (sud-ovest), Parque Batlle (sud), Pocitos, Pocitos Nuevo, Punta Carretas, Trouville, Villa Biarritz, Villa Dolores.

- Comune D[21]
  - CCZ 10[22][23]: Barrio Cirilo, Barrio Franco, Boizo Lanza, Bola de Nieve, Buenos Aires, La Selva, Manga, Piedras Blancas (ovest), Plus Ultra, Toledo Chico, Trasatlántico.
  - CCZ 11[24][25]: Aires Puros (nord-est), Bonomi, Barrio Borro, Casavalle, Cerrito, Cóppola, Fraternidad, Instrucciones, Jardines de Instrucciones, Joanicó, La Unión (nord), Las Acacias, Marconi, Mercado Modelo (nord-est), Municipal, Pérez Castellanos, Plácido Ellauri, Porvenir, Puerto Rico, San Lorenzo, Villa Española (sud-ovest).

- Comune E[26]
  - CCZ 6[27]: La Blanqueada (est), La Unión, Malvín Norte.
  - CCZ 7[28]: Buceo (est), Malvín, Malvín Nuevo, Punta Gorda.
  - CCZ 8[29]: Carrasco (nord), Carrasco (sud), Fortuna, Ideal, Jardines de Carrasco, La Cruz de Carrasco (sud), Las Canteras (sud), Parque Rivera, Punta Gorda (nord).

- Comune F[30]
  - CCZ 9[31]: Bañados de Carrasco, Bella Italia, Curva de Maroñas, Flor de Maroñas, Ideal, Industrial, Ituzaingó, Jardines del Hipódromo, La Cruz de Carrasco (nord), Las Canteras (nord), Málaga, Km. 16 Cno. Maldonado, Manga Rural (est), Parque Guaraní, Piedras Blancas (est), Punta de Rieles, Villa Española (nord-est), Villa García.

- Comune G[32]
  - CCZ 12[33]: Abayubá, Colón, Cuchilla Pereyra, Lezica, Melilla, San Bartolo.
  - CCZ 13[34]: Conciliación, Lavalleja, Paso de las Duranas, Peñarol, Prado Chico, Prado (nord), Sayago.

### Dipartimento di Paysandú
- Guichón
- Quebracho
- Porvenir

### Dipartimento di Río Negro
- Nuevo Berlín
- Young

### Dipartimento di Rivera
- Minas de Corrales
- Tranqueras
- Vichadero

### Dipartimento di Rocha
- Castillos
- Chuy
- La Paloma
- Lascano

### Dipartimento di Salto
- Colonia Lavalleja
- Constitución
- Mataojo
- Pueblo Belén
- Pueblo Rincón de Valentín
- Pueblo San Antonio

### Dipartimento di San José
- Ciudad del Plata
- Libertad

### Dipartimento di Soriano
- Cardona
- Dolores

### Dipartimento di Tacuarembó
- Paso de los Toros
- San Gregorio de Polanco

### Dipartimento di Treinta y Tres
- Santa Clara de Olimar
- Vergara